# Oscar Muller
Oscar Muller (28. juli 1957 - 19. august 2005) var en argentinsk fodboldspiller (midtbane), søn af Ramon Muller.
Muller spillede hele sin karriere i fransk fodbold, hvor han repræsenterede Nantes, Rennes, Amiens og Angoulême. Han vandt hele tre franske mesterskaber samt en pokaltitel i sin tid hos Nantes.
Muller døde i 2005, i en alder af kun 48 år, i en trafikulykke på Réunion.

## Titler
Ligue 1
- 1977, 1980 og 1983 med Nantes

Coupe de France
- 1979 med Nantes